# Sokołów-Towarzystwo
Sokołów-Towarzystwo [pronunciación en polaco: /sɔˈkɔwuf tɔvaˈʐɨstfɔ/] es un pueblo ubicado en el distrito administrativo de Gmina Kiernozia, dentro del condado de Łowicz, Voivodato de Łódź, en el centro de Polonia. Se encuentra a unos 4 kilómetros al suroeste de Kiernozia, a 17 kilómetros al norte de Łowicz, y a 58 kilómetros al noreste de la capital regional Łódź.